# Coleman Hawkins
Coleman Hawkins (San José, Misuri, 21 de noviembre de 1904-Nueva York, 19 de mayo de 1969) fue un saxofonista (tenor) y clarinetista estadounidense de jazz. Fundamentalmente conocido como saxofonista, Hawkins es un intérprete clásico del jazz cuyo estilo se mantuvo siempre dentro de los límites del swing y del bop.
En una época en que el saxo era considerado un instrumento nuevo, usado hasta el momento en el vodevil y como un pobre sustituto del trombón en los desfiles de orquestas, Hawkins ayudó a que desarrollase su propio sonido como instrumento con una clara asociación con la música jazz.

## Biografía
Hawkins comenzó a recibir lecciones de piano a los cinco años, cambiándose al violoncelo a los siete y dos años más tarde al saxo tenor. Profesional ya a los doce años, Hawkins tocaba en una orquesta teatral de la ciudad de Kansas en 1921 cuando Mamie Smith lo contrató para tocar con sus Jazz Hounds. Hawkins estuvo con la cantante de blues hasta junio de 1923, haciendo muchas grabaciones en un papel secundario. Tras separarse de ella, trabajó de forma independiente por la zona de Nueva York, tocó un tiempo con Wilbur Sweatman, y en agosto de 1923 hizo su primera grabación con Fletcher Henderson. Cuando Henderson formó una orquesta permanente en enero de 1924, Hawkins fue su saxo tenor principal.
Saxo tenor estrella en 1924, manejó también en sus primeros años el clarinete y el saxo bajo. Estuvo con Henderson hasta 1934, etapa en la que acompañó también a varios cantantes de blues, a los Cotton Pickers de McKinney y a Red McKenzie en 1929. En esos años pasaba muchas temporadas en Kansas City que era en ese momento un crisol de donde surgieron algunos de los nombres más grandes en el jazz de los años 30. Esa época aparece reflejada en la película Kansas City de Robert Altman.
En 1934 se trasladó a Europa donde en Inglaterra se incorpora como solista principal a la orquesta de Jack Hylton. Es expulsado de la Alemania nazi por su raza y se traslada a Holanda primero y después a Francia, donde graba en París discos con músicos locales y coincide con otro grande del jazz, su amigo Benny Carter, que también se había desplazado a Europa. Regresó a EE. UU. en 1939 donde ya tenía muchos imitadores, siendo su rival más importante Lester Young, que le había substituido en la orquesta de Fletcher Henderson y que tenía un estilo más lírico, totalmente distinto al suyo. Crea su propia orquesta, con la que graba su versión de «Body and Soul», que fue su consagración definitiva. A partir de entonces Coleman Hawkins fue durante toda su vida admirado de forma casi unánime por sus colegas músicos que querían colaborar con él para beber en las fuentes creativas del jazz.
Hawkins era muy expresivo tocando un gran número de notas para exponer su música. Su sonido era directo, un poco agresivo quizá en las piezas rápidas. Muy melódico y sensual en las baladas, llenas de fuerza expresiva, como «Body and Soul». Su expresividad siempre lograba conectar con el público. Hawkins fue un maestro del fraseo sin llegar a la maestría suprema de su colega Ben Wester. Sus frases eran la base para improvisar él mismo y los otros solistas de sus grupos. También sus solos, de enorme agilidad eran siempre muy creativos.
En Manhattan lideró bandas que incluyeron futuras estrellas como Thelonious Monk, Oscar Pettiford, Miles Davis, Max Roach y Dizzy Gillespie. Más tarde grabaría con J. J. Johnson y Fats Navarro.
En 1948 Hawkins grabó «Picasso», un registro clave para el saxo sin acompañamiento. Forma parte de un disco titulado Picasso: 1929-1949. El tema «Picasso», en homenaje al pintor malagueño, muy aficionado al jazz, es un solo de tres minutos y trece segundos basado de nuevo en el estándar «Body and Soul», sin acompañamiento ni apoyo de ningún instrumento más, tan sólo saxo con toda la fuerza y expresividad magistral que obtenía Hawkins (Hawk) de su saxo tenor. En la segunda mitad de los años cuarenta, será una de las estrellas junto con Charlie Parker del espectáculo itinerante Jazz at the Philarmonic, creado por Norman Granz, que hacía tocar a grandes solistas en un teatro como si fueran músicos clásicos y que contribuyó enormemente a popularizar el gusto por el jazz.
Hawkins tuvo una influencia directa y clara sobre los músicos de bebop, y artistas como Sonny Rollins reconocieron dicha influencia. Asimismo, aparece en la grabación clásica Thelonious Monk with John Coltrane (1957) y en la grabación We Insist! - Freedom Now (1960) de Max Roach.
En la década de 1950, Hawkins actuó con músicos más tradicionales como Red Allen y Roy Eldridge, con quien apareció en el Festival de Jazz de Newport en 1957 y grabó Coleman Hawkins Encounters Ben Webster con el también saxofonista tenor Ben Webster junto con Oscar Peterson (piano), Herb Ellis (guitarra), Ray Brown (bajo), y Alvin Stoller (batería). En la década de 1960, apareció regularmente en el Village Vanguard en Manhattan.
Mientras tanto, Hawkins había comenzado a beber mucho y su producción de grabaciones comenzó a disminuir. Sin embargo, registró para Impulse! por algún tiempo, un período que incluye un álbum con Duke Ellington. Su última grabación fue en 1967.
Con la salud quebrada, Hawkins sucumbió a una pulmonía en 1969 y está enterrado en el cementerio de Woodlawn en el Bronx, en Nueva York.
La canción del halcón, una biografía aparecida en 1990 escrita por el historiador británico del jazz John Chilton, narra la carrera de Hawkins como uno de los intérpretes más destacados de jazz del siglo XX.

## Discografía

### Como líder
- Body and Soul (RCA, 1939-1956 [1996])
- The Hawk Returns (Savoy, 1954)
- The Hawk in Hi-Fi (RCA Victor, 1956) – con Billy Byers y su orquesta
- The Hawk Flies High (Riverside, 1957)
- The Coleman Hawkins, Roy Eldridge, Pete Brown, Jo Jones All Stars at Newport (Verve, 1957)
- Coleman Hawkins Encounters Ben Webster (Verve, 1957) – con Ben Webster
- The Genius of Coleman Hawkins (Verve, 1957)
- Bean Bags (Atlantic, 1958)
- The High and Mighty Hawk (Felsted, 1958)
- Soul (Prestige, 1958)
- The Gilded Hawk (Capitol, 1958)
- Hawk Eyes (Prestige, 1959)
- Coleman Hawkins with the Red Garland Trio (Moodsville, 1959) – con Red Garland
- The Hawk Swings (Crown, 1960)
- Coleman Hawkins All Stars (Swingville, 1960) – con Joe Thomas y Vic Dickenson
- At Ease with Coleman Hawkins (Moodsville, 1960)
- Night Hawk (Swingville, 1960) – con Eddie "Lockjaw" Davis
- The Hawk Relaxes (Moodsville, 1961)
- Duke Ellington Meets Coleman Hawkins (Impulse!, 1962) – con Duke Ellington
- Good Old Broadway (Moodsville 1962)
- The Jazz Version of No Strings (Moodsville, 1962)
- Coleman Hawkins Plays Make Someone Happy from Do Re Mi (Moodsville, 1962)
- Today and Now (Impulse!, 1962)
- Desafinado (Impulse!, 1962)
- Hawkins! Alive! At The Village Gate (Verve, 1962)
- Back in Bean's Bag (Columbia, 1963) – con Clark Terry
- Sonny Meets Hawk! (RCA Victor, 1963) – con Sonny Rollins
- Wrapped Tight (Impulse!, 1965)
- The Greatest Jazz Concert in the World (Pablo, 1967)
- Sirius (Pablo, 1975 - recorded December 20, 1966 in New York)
- The Best of Coleman Hawkins (Original Jazz Classics, a 2004 compilation of 1958-1962 recordings)

### Como músico de sesión
Con Kenny Burrell
- Bluesy Burrell (Moodsville, 1962)

Con Benny Carter
- Further Definitions (Impulse!, 1961)

Con Buck Clayton
- Jumpin' at the Woodside (Columbia, 1955)
- All the Cats Join In (Columbia 1956)

Con Eddie "Lockjaw" Davis
- Very Saxy (Prestige, 1959)

Con Dizzy Gillespie
- The Complete RCA Victor Recordings (Bluebird, 1937–1949 [1995])

Con Tiny Grimes
- Blues Groove (Prestige, 1958)

Con Fletcher Henderson
- A Study in Frustration (Columbia, 1927–1936)

Con Edna Hicks
- You've got everything (Okeh, 1922) sencillo-78RPM

Con Lambert, Hendricks & Bavan
- At Newport '63 (RCA Victor, 1963)

Con Abbey Lincoln
- Straight Ahead (Candid, 1961)

Con Shelly Manne
- 2-3-4 (Impulse!, 1962)

Con Thelonious Monk
- Monk's Music (1957)
- Thelonious Monk with John Coltrane (Riverside, 1957)

Con Bud Powell
- The Essen Jazz Festival Concert (Black Lion, 1960)

Con Bob Prince
- Saxes Inc. (Warner, 1959)

Con Django Reinhardt
- And His American Friends Volume 1 (EMI, 1935–1937)
- Django Reinhardt Collection (Fabulous, 1935-1946 [2014])

Con Max Roach
- We Insist! (Candid, 1960)

Con Mamie Smith & Her Jazz Hounds's
- Got To Cool My Doggies Now / You Can Have Him, I Don't Want Him, Did'nt Love Him Anyhow Blues (Okeh, 1922) sencillo-78RPM
- Mamie Smith's Blues / Alabama Blues (Okeh, 1922) sencillo-78RPM
- Sighin' around with the blues blues / That Da Da Strain (Okeh, 1922) sencillo-78RPM
- Stuttering / These longing for you blues (Okeh, 1922) sencillo-78RPM
- Mean man / That Darktown Flappers Ball (Okeh, 1922) sencillo-78RPM
- Don't mess with me / I Ain't Gonna Give Nobody None O' This Jelly Roll (Okeh, 1922) sencillo-78RPM
- You've Got To See Mama Every Night (Okeh, 1923) sencillo-78RPM

Con Rex Stewart y Cootie Williams
- The Big Challenge (Jazztone, 1957)

Con Ben Webster
- Ben Webster and Associates (Verve, 1959)

Con Randy Weston
- Live at the Five Spot (United Artists, 1959)

Con Joe Williams
- At Newport '63 (RCA Victor, 1963)

## Galería

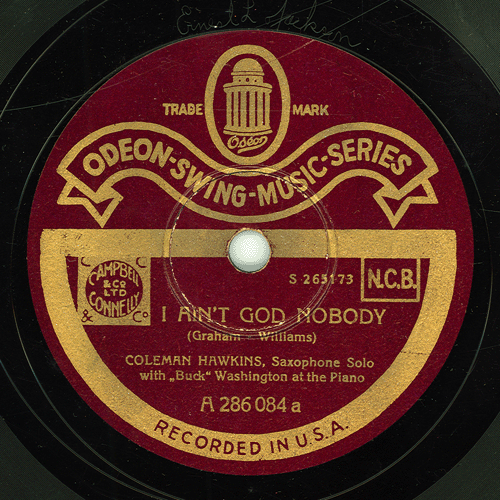
A dúo con Buck Washington: «I Ain't God (sic.) Nobody». 8 de marzo de 1934.
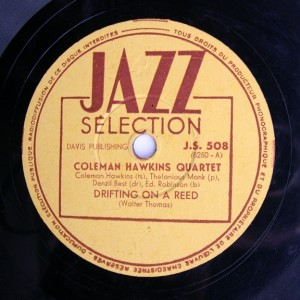
«Drifting on a Reed», con Thelonious Monk. 19 de octubre de 1944.
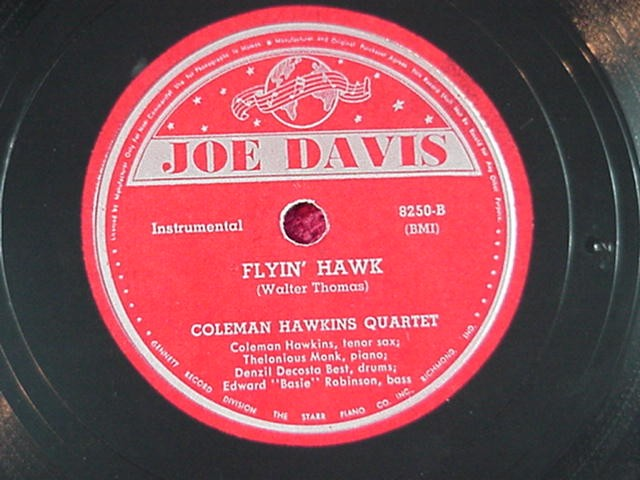
«Flyin' Hawk», con Thelonious Monk. 19 de octubre de 1944.
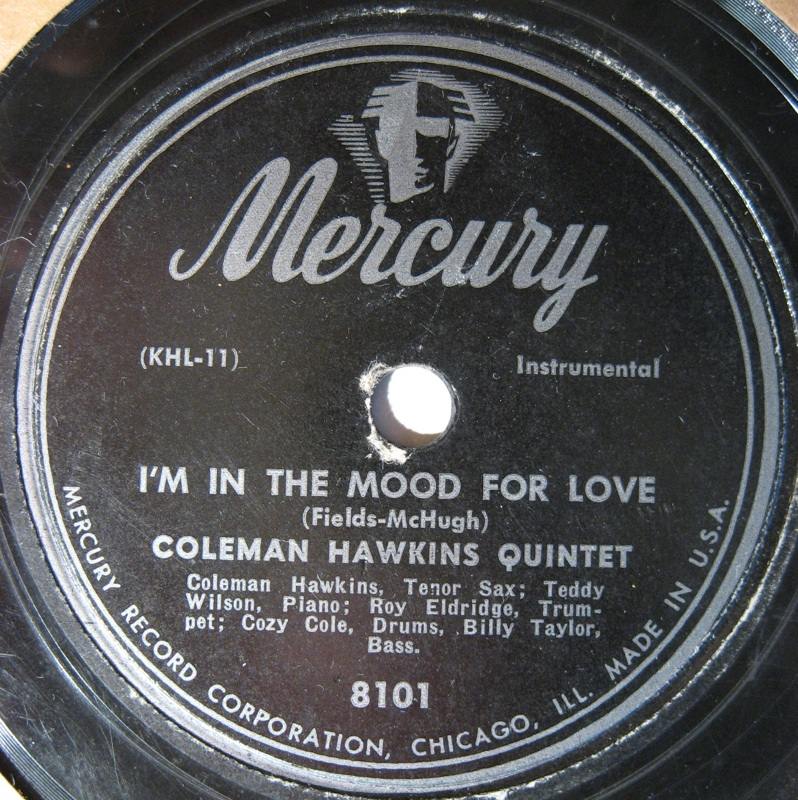
Con Roy Eldridge y Teddy Wilson. «I'm in the Mood for Love», 1944, para Keynote. En 1948, Mercury se apropiaría de la grabación.